# KNLP-serien
KNLP-serien är skivbolaget Knäppupps allra kortaste LP-skivserie och var en serie med återutgivningar av tidigare inspelade singlar och EP, men som nu gavs ut som LP.
Skivorna i serien med deras KNLP-nummer är:
- 101. 1967 - Ramel i bitar (Povel Ramel)[1][2]
- 102. 1967 - Blommande Ljung (Martin Ljung)[3]
- 103. 1967 - Funny boy
- 201. 1971 - Sune Mangs